# باسكال دينيس
باسكال دينيس هو مدرب تزلج فني ‏ كندي، ولد في 20 مايو 1975 في ريبنتينيي في كندا.

## وصلات خارجية
- باسكال دينيس على موقع الاتحاد الدولي للتزلج (الإنجليزية)
- باسكال دينيس على موقع الاتحاد الدولي للتزلج (الإنجليزية)